# Ожигановский
Ожигановский (мар. Жиган) — посёлок в Новоторъяльском районе Республики Марий Эл. Входит в состав Пектубаевского сельского поселения.

## География
Находится в северо-восточной части республики Марий Эл на расстоянии приблизительно 10 км по прямой на запад-юго-запад от районного центра посёлка Новый Торъял.

## История
Основан в 1951 году при образовании МТС на выделенной территории между деревнями Долбачи и Елембаево. В 1961 году МТС преобразовали в РТС (ремонтно-техническую станцию). Она просуществовала до 1966 года. В 1964 году в посёлке насчитывалось 29 хозяйств, 110 жителей. В 1966 году на производственной базе РТС открылась передвижная машинно-мелиоративная колонна. В 1981 году в посёлке числилось 46 хозяйств, 122 человека. В 1999 году в посёлке находилось 36 дворов, 76 жителей: 53 русских, 21 мари. В 2002 году в Ожигановском числилось 36 дворов. 

## Население
Население составляло 79 человек (русские 77 %) в 2002 году, 64 в 2010.